# Biochemie-Datenbank
Ein Biochemie-Datenbank ist eine Datenbank für Themenbereiche der Biochemie. Computer-gestützte Datenbanken der Biochemie werden auch zur Bioinformatik gezählt.

## Protein-Datenbanken
- Uniprot
- ExPASy
- BRENDA
- CharProtDB
- Enzyme Council
- Pfam
- Reactome
- Human Protein Atlas
- PROSITE
- MEROPS
- MIPModDB
- Mitocheck
- Mascot
- MimoDB
- Immune Epitope Database (IEDB)
- Protein Information Resource
- SYFPEITHI
- VIOLIN
- SABIO-Reaction Kinetics Database
- STRING
- TRANSFAC
- NucleaRDB
- Transporter Classification Database

## Nukleinsäure-Datenbanken
- Internationale Nukleotidsequenz-Datenbank-Zusammenarbeit
- GenBank
- Entrez Gene
- Kyoto Encyclopedia of Genes and Genomes
- European Nucleotide Archive
- Online Mendelian Inheritance in Man (OMIM)
- GeneCards
- Synthetic Gene Database
- Nucleic Acid Database

## Kohlenhydrate-Datenbanken
- GlycomeDB

## Datenbanken niedermolekularer Verbindungen
- ChEBI

## Genexpressionsdatenbanken
- Gene Expression Omnibus

## Molekülstruktur-Datenbanken
- Molecular Modelling Database
- Protein Data Bank
- MMDB

## Zelltyp-Datenbanken
- BRENDA Tissue Ontology
- Cellosaurus
- American Type Culture Collection
- IGRhCellID